# Atletica leggera ai Giochi della XXXIII Olimpiade - Lancio del disco maschile
Ai Giochi della XXXIII Olimpiade la competizione del Lancio del disco maschile si è svolta nei giorni 5 e 7 agosto 2024 presso lo Stade de France di Parigi.

## Presenze ed assenze dei campioni in carica
| Competizione         | Atleta          | Prestazione | Parigi 2024 |
| -------------------- | --------------- | ----------- | ----------- |
| Olimpiadi 2020       | Daniel Ståhl    | 68,90 m     | Presente    |
| Africani 2022        | Werner Visser   | 61,80 m     | Non qual.   |
| Commonwealth 2022    | Matthew Denny   | 67,26 m     | Presente    |
| Asiatici 2022        | Hossein Rasouli | 62,04 m     | Non qual.   |
| Panamericani 2023    | Lucas Nervi     | 63,39 m     | Non qual.   |
| Mondiali 2023        | Daniel Ståhl    | 71,46 m     | Presente    |
| Europei 2024         | Kristjan Čeh    | 68,08 m     | Presente    |
|                      |                 |             |             |
| Mondiali junior 2022 | Marius Karges   | 65,55 m     | Non selez.  |

1. ↑  L'attrezzo pesa 1,75 kg.

## La gara
La stagione era stata dominata da Mykolas Alekna, che aveva stabilito il nuovo record mondiale con un lancio a 74,35 m e puntava a battere il record olimpico stabilito nel 2004 da Virgilijus Alekna, suo padre. Durante il primo turno della finale, l'atleta lituano è passato in vantaggio con un lancio di 68,55 m. Nel turno successivo, ha consolidato il comando della classifica battendo di 8 cm il record olimpico di suo padre con un lancio a 69,97 m. Dietro di lui si sono posizionati temporaneamente l'australiano Matthew Denny e lo sloveno Kristjan Čeh, che hanno lanciato rispettivamente a 69,31 m e 68,41 m. Al quarto tentativo, l'atleta giamaicano Rojé Stona, che fino a quel momento ricopriva l'ottava posizione, è balzato in vetta alla classifica lanciando l'attrezzo a 70,00 m e stabilendo in questo modo un nuovo record olimpico.

## Risultati

### Qualificazioni
Qualificazione: 66,00 (Q) oppure i 12 migliori atleti (q) accedono alla finale.
| Posizione | Gruppo | Nome                | Nazionalità   | Lanci | Lanci | Lanci | Risultato | Note |
| Posizione | Gruppo | Nome                | Nazionalità   | 1°    | 2°    | 3°    | Risultato | Note |
| --------- | ------ | ------------------- | ------------- | ----- | ----- | ----- | --------- | ---- |
| 1         | A      | Mykolas Alekna      | Lituania      | x     | 67,47 |       | 67,47     | Q    |
| 2         | A      | Matthew Denny       | Australia     | 64,27 | 66,83 |       | 66,83     | Q    |
| 3         | A      | Lukas Weißhaidinger | Austria       | 66,72 |       |       | 66,72     | Q    |
| 4         | B      | Clemens Prüfer      | Germania      | 66,36 |       |       | 66,36     | Q    |
| 5         | A      | Traves Smikle       | Giamaica      | 59,18 | 65,91 |       | 65,91     | q    |
| 6         | B      | Rojé Stona          | Giamaica      | x     | 65,32 | 63,30 | 65,32     | q    |
| 7         | A      | Ralford Mullings    | Giamaica      | 65,18 | x     | x     | 65,18     | q    |
| 8         | A      | Daniel Ståhl        | Svezia        | 65,16 | 63,36 | 63,98 | 65,16     | q    |
| 9         | B      | Kristjan Čeh        | Slovenia      | x     | 64,80 | 64,56 | 64,80     | q    |
| 10        | B      | Andrius Gudžius     | Lituania      | 60,83 | 64,07 |       | 64,07     | q    |
| 11        | B      | Alin Firfirică      | Romania       | 61,98 | x     | 63,66 | 63,66     | q    |
| 12        | B      | Alex Rose           | Samoa         | 62,88 | x     | 60,94 | 62,88     | q    |
| 13        | B      | Connor Bell         | Nuova Zelanda | 59,76 | 62,88 | x     | 62,88     |      |
| 14        | A      | Sam Mattis          | Stati Uniti   | 62,66 | x     | x     | 62,66     |      |
| 15        | B      | Philip Milanov      | Belgio        | 60,28 | x     | 62,44 | 62,44     |      |
| 16        | A      | Martin Marković     | Croazia       | 61,22 | 62,31 | 61,62 | 62,31     |      |
| 17        | A      | Andrew Evans        | Stati Uniti   | 60,15 | x     | 62,25 | 62,25     |      |
| 18        | A      | Mauricio Ortega     | Colombia      | x     | 61,65 | 61,97 | 61,97     |      |
| 19        | A      | Lolassonn Djouhan   | Francia       | 61,93 | 61,72 | x     | 61,93     |      |
| 20        | A      | Nicholas Percy      | Gran Bretagna | 59.87 | 61,81 | 58,89 | 61,81     |      |
| 21        | B      | Miká Sosna          | Germania      | x     | x     | 61,81 | 61,81     |      |
| 22        | B      | Joseph Brown        | Stati Uniti   | x     | 61,68 | x     | 61,68     |      |
| 23        | A      | Francois Prinsloo   | Sudafrica     | 51,64 | 61,35 | x     | 61,35     |      |
| 24        | B      | Lawrence Okoye      | Gran Bretagna | 61,17 | 60,40 | x     | 61,17     |      |
| 25        | B      | Juan José Caicedo   | Ecuador       | 60,99 | 60,44 | x     | 60,99     |      |
| 26        | A      | Mario Díaz          | Cuba          | 60,05 | 60,92 | 59,63 | 60,92     |      |
| 27        | B      | Victor Hogan        | Sudafrica     | x     | 60,11 | 60,78 | 60,78     |      |
| 28        | A      | Martynas Alekna     | Lituania      | 58,34 | 57,53 | 58,66 | 58,66     |      |
| 29        | B      | Tom Reux            | Francia       | x     | 56,88 | 58,22 | 58,22     |      |
|           | A      | Henrik Janssen      | Germania      | x     | x     | x     | nm        |      |
|           | B      | Oussama Khennoussi  | Algeria       | x     | x     | x     | nm        |      |
|           | B      | Claudio Romero      | Cile          | x     | x     | x     | nm        |      |

### Finale
| Pos.    | Atleta              | Nazione   | Lanci | Lanci | Lanci | Lanci           | Lanci           | Lanci           | Miglior Misura | Note                                            |
| Pos.    | Atleta              | Nazione   | 1°    | 2°    | 3°    | 4°              | 5°              | 6°              | Miglior Misura | Note                                            |
| ------- | ------------------- | --------- | ----- | ----- | ----- | --------------- | --------------- | --------------- | -------------- | ----------------------------------------------- |
| Oro     | Rojé Stona          | Giamaica  | 61,66 | 65,20 | 66,16 | 70,00           | x               | x               | 70,00          | Record olimpico · Miglior prestazione personale |
| Argento | Mykolas Alekna      | Lituania  | 68,55 | 69,97 | x     | 68,88           | 68,49           | x               | 69,97          |                                                 |
| Bronzo  | Matthew Denny       | Australia | 66,89 | 69,31 | 68,39 | x               | 69,15           | 66,44           | 69,31          |                                                 |
| 4       | Kristjan Čeh        | Slovenia  | 67,27 | 68,41 | x     | 66,36           | 66,34           | x               | 68,41          |                                                 |
| 5       | Lukas Weißhaidinger | Austria   | 60,02 | 67,54 | 64,52 | x               | 64,43           | x               | 67,54          |                                                 |
| 6       | Clemens Prüfer      | Germania  | 65,79 | 65,58 | 65,58 | 67,41           | x               | x               | 67,41          |                                                 |
| 7       | Daniel Ståhl        | Svezia    | 64,97 | 66,95 | 64,06 | 66,00           | x               | x               | 66,95          |                                                 |
| 8       | Andrius Gudžius     | Lituania  | 66,45 | 65,02 | x     | x               | x               | 66,55           | 66,55          |                                                 |
| 9       | Ralford Mullings    | Giamaica  | 65,61 | x     | x     | Non qualificati | Non qualificati | Non qualificati | 65,61          |                                                 |
| 10      | Traves Smikle       | Giamaica  | 63,77 | 64,11 | 64,97 | Non qualificati | Non qualificati | Non qualificati | 64,97          |                                                 |
| 11      | Alin Firfirică      | Romania   | 64,45 | 63,00 | 62,84 | Non qualificati | Non qualificati | Non qualificati | 64,45          |                                                 |
| 12      | Alex Rose           | Samoa     | 60,07 | 61,89 | x     | Non qualificati | Non qualificati | Non qualificati | 61,89          |                                                 |